# 83956 Panuzzo
83956 Panuzzo este un asteroid din centura principală de asteroizi.

## Descriere
83956 Panuzzo este un asteroid din centura principală de asteroizi. A fost descoperit pe 7 decembrie 2001 la Cima Ekar în cadrul programului Asiago-DLR Asteroid Survey. Asteroidul prezintă o orbită caracterizată de o semiaxă mare de 2,68 ua, o excentricitate de 0,24 și o înclinație de 12,7° în raport cu ecliptica.